# Castro Pinto
João Pereira de Castro Pinto (Mamanguape, 3 de dezembro de 1863 — Rio de Janeiro, 11 de julho de 1944) foi um político, magistrado e professor brasileiro.
Castro Pinto fez os primeiros estudos no Colégio Rio Branco, na capital estadual, e o curso de Humanidades, equivalente ao Ensino Médio atual, no Liceu Paraibano. Graduou-se em direito pela Faculdade do Recife, em 1886. Filho de José Pereira de Castro Pinto e Maria Ricarda Cavalcanti de Albuquerque.
Exerceu diversas funções na área jurídica e trabalhou também como jornalista. Antes de se eleger deputado à Assembleia Constituinte pela Paraíba, reeleito em 1886, foi promotor público em sua cidade natal e juiz federal substituto. Renunciou ao cargo para o qual foi eleito e passou a ser redator oficial do Senado.
Exerceu a Promotoria em Pernambuco e no Ceará, até que, a convite de Pais de Carvalho, então governador do estado do Pará, assume a Chefia de Gabinete do Governo, além de dar aulas de Lógica no Ginásio Paraense e ser redator do jornal A Província do Pará.
Castro Pinto, juntamente com outros intelectuais da época, ajudaram a fundar a Sociedade Abolicionista 25 de março, inaugurada no Teatro Santa Cecília, em Mamanguape, com fins de discutir as questões abolicionistas. Pinto foi um grande incentivador e orador da sociedade.
Álvaro de Carvalho, regressando ao Governo da Paraíba, convida-o de volta à terra natal, nomeando-o professor de Matemática do Liceu Paraibano, embora Castro Pinto tivesse combatido sua primeira gestão. No ano seguinte à aceitação do cargo e ao retorno, Castro Pinto é eleito deputado federal (1906). Em 1908, torna-se senador e, em 1912, governador da Paraíba, por indicação do próprio Álvaro de Carvalho.
Sua gestão foi marcada pela valorização das letras e das artes, com destaque para as atuações de Rodrigues de Carvalho e Carlos Dias Fernandes. Em julho de 1915, renuncia ao cargo e muda-se para o Rio de Janeiro, onde morre, em 1944.
O principal aeroporto da Paraíba, em Bayeux, zona metropolitana de João Pessoa, recebeu seu nome, como homenagem. É patrono da Cadeira 33 da Academia Paraibana de Letras.

## Academia Paraibana de Letras
É patrono da cadeira de número 33 da Academia Paraibana de Letras, que tem como fundador Samuel Duarte, atualmente é ocupada por Damião Cavalcanti.